# Caranx sansun
Caranx sansun és un peix teleosti de la família dels caràngids i de l'ordre dels perciformes.

## Morfologia
Pot arribar als 91,4 cm de llargària total.

## Distribució geogràfica
Es troba a les costes dels oceans Índic i Pacífic.